# Doorboard
Das Doorboard (möglicherweise Scheinanglizismus, deutsch wörtlich Türbrett) ist ein Begriff aus den Bereichen Car-HiFi und Autotuning, hier speziell des Innenraumtunings, und bezeichnet eine Lautsprecherträgerplatte, welche in der Regel in die Kraftfahrzeugtüren eingebaut bzw. auf die Türverkleidung montiert wird. Das Doorboard dient als Basis für das Soundsystem (Hochton- und Tieftonlautsprecher, Subwoofer etc.) und sollte sich idealerweise durch Verwendung geeigneter Materialien in das bestehende Design des Fahrzeuginneren eingliedern.

## Vorkonfektionierte Doorboards
Viele Hersteller haben vorkonfektionierte Doorboards samt passender Soundsysteme für verschiedene Automodelle in ihrem Angebot. Da der Einbau solcher vorkonfektionierten Doorboards relativ anspruchsvoll ist, bieten Fachfirmen aus der Car-HiFi-Branche die Montage als Dienstleistung an.

## Eigenbau
Der Eigenbau von Doorboards erfreut sich innerhalb der Tunerszene großer Beliebtheit. Um ein sowohl optisch wie auch akustisch ansprechendes Ergebnis zu erzielen, werden von dem Eigenbauer gute bis sehr gute handwerkliche Fähigkeiten verlangt, sowie Kenntnisse u. a. auf den Gebieten Akustik, Autoelektronik und -elektrik, Sattlerei, Modellbau usw.

## Risiken und Gefahren
- Neben sicherheitsrelevanten Gefahren wie Kabelbrände, Kurzschlüsse, Schäden an der Bordelektronik oder Beeinträchtigung der Türverriegelung bzw. des Fensterhebers, die durch unsachgemäßen Einbau und Betrieb entstehen und bis zum Erlöschen der Betriebserlaubnis und dem Verlust des Versicherungsschutzes führen können[1], hat oftmals die nachträgliche Montage eines Doorboards die irreversible Beschädigung der serienmäßigen Türverkleidung oder sogar des Türblechs des Fahrzeugs zur Folge. Bei Leasingfahrzeugen – die definitionsgemäß kein Eigentum des Leasingnehmers sind – verbieten die Leasingfirmen solche irreversiblen Veränderungen am Fahrzeug generell, sodass bei der Rückgabe des Leasingfahrzeugs mit zusätzlichen Kosten, die durch den Rückbau des Doorboards anfallen, zu rechnen ist.
- Sofern Funktionsstörungen am Soundsystem auftreten oder durch das nachträglich eingebaute Doorboard Fehler in der Bordelektronik verursacht werden, wird die Fehlerdiagnose- und behebung durch die Fachwerkstätten des jeweiligen Automobilherstellers zusätzlich erschwert.
- Beim Verkauf eines Fahrzeugs mit nachträglich montierten Doorboards können zumeist die Kosten für den Umbau nicht wieder hereingeholt werden, dies gilt generell für alle nachträglichen, nicht serienmäßigen Tuningmaßnahmen. Je nach Umfang und Qualität der nachträglichen Umbauten kann sich der Wiederverkaufswert des Fahrzeugs sogar mehr oder weniger stark verringern.

## Herkunft des Namens
- Der Begriff doorboard existiert in der zusammengeschriebenen Form als eigenständiges Wort im Englischen nicht.
- Im Englischen wird gelegentlich die Bezeichnung door board für ein Schild, welches mit Sinnsprüchen, dem Namen des Wohnungsinhabers oder aber nur der Hausnummer versehen an der Haus- oder Wohnungstür angebracht wird, verwendet[2].
- Auch eine Türverschalung einer Haus- oder Wohnungstür kann im Englischen als door board bezeichnet werden, so wird beispielsweise die Verschalung einer Tür mit feuerfesten Materialien  fire door board genannt[3].
- Möglicherweise hat sich die Bezeichnung Doorboard in der deutschsprachigen Tunerszene als Scheinanglizismus entwickelt, dabei könnte es sich um eine Wortneubildung aufgrund der wörtlichen Übersetzung des deutschen Wortes Türpappe (ugs. für Türinnenverkleidung) ins Englische handeln.